# Cascades Sitting Bull
Les cascades Sitting Bull són una sèrie de cascades situades en un canó del sud-oest del bosc nacional de Lincoln de la ciutat de Carlsbad, Nou Mèxic (Estats Units d'Amèrica). El Servei Forestal del Departament d'Agricultura dels Estats Units manté una zona de recreació popular per a ús diari a la zona de les cascades.
Les cascades són alimentades per fonts ubicades a la part superior del congost. L'aigua flueix a través d'una sèrie de rierols i basses fins a arribar a les cascades, on cau 150 metres cap al congost. La major part de l'aigua desapareix a la grava o entre les esquerdes de les roques i reapareix a les fonts que hi ha més avall pel congost o s'uneix al subministrament d'aigua subterrània de la vall del Pecos.
L'àrea al voltant de les cascades Sitting Bull és el romanent d'un sistema d'esculls de coral conegut com el «Capità Gran Barrera de Corall» que data del període Permià. Fa aproximadament 250 milions d'anys, la regió estava situada prop de la vora d'un mar interior.
L'origen del nom de les cascades Sitting Bull continua sent incert. Una versió sosté que les cascades van ser nomenades en honor del xamà sioux Bou Assegut (en anglès, Sitting Bull). El nom apatxe per a la zona era «gostahanagunti», que significa «congost amagat».
Una sèrie de rutes de senderisme permeten als visitants accedir a les fonts de les cascades. Un camí asfaltat connecta l'àrea de pícnic amb l'àrea al voltant de la part inferior de les cascades on es pot travessar el riu i nedar. A més, hi ha diverses coves a la zona que requereixen permisos especials per visitar-les.

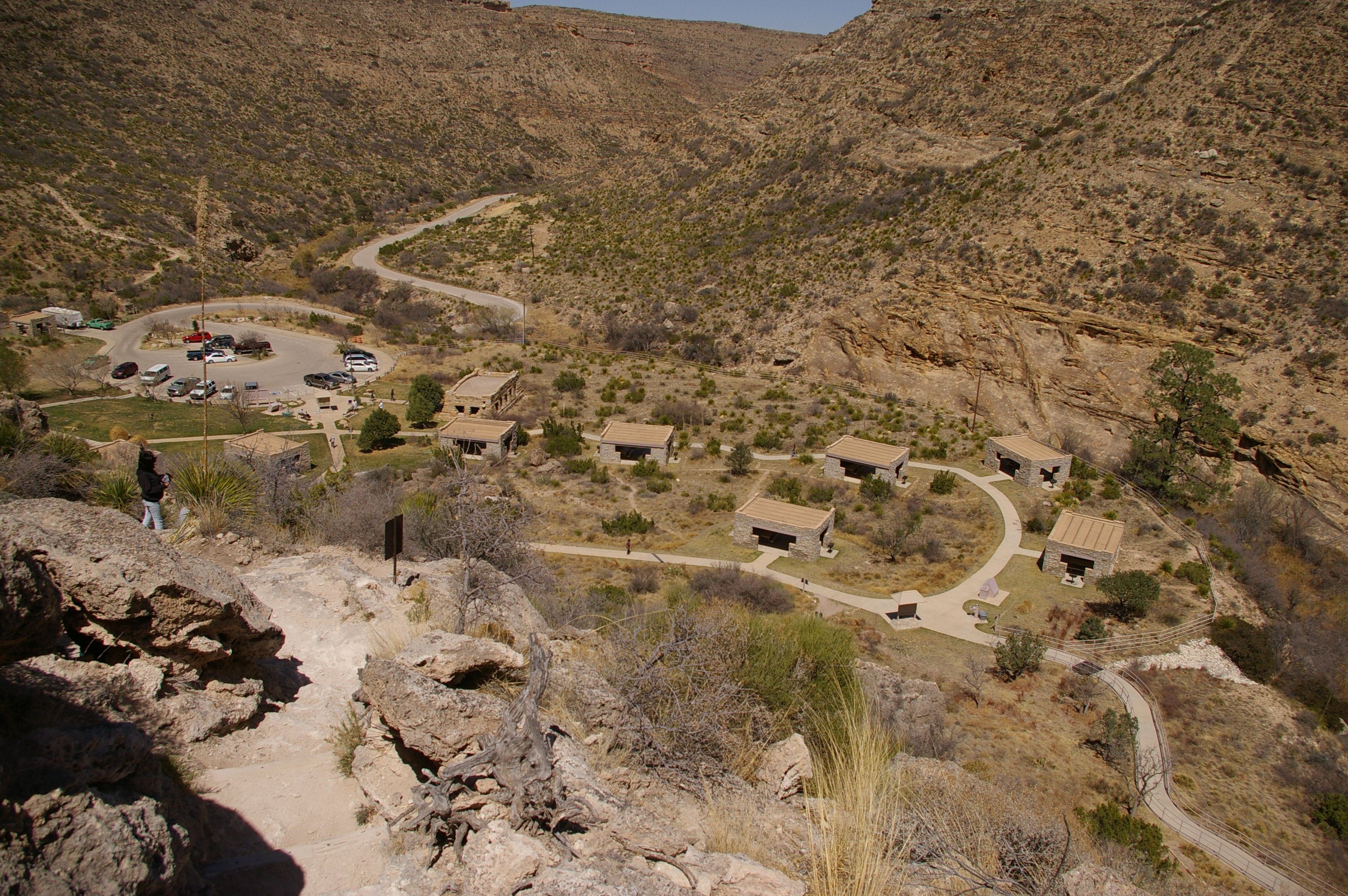
Day Use Area
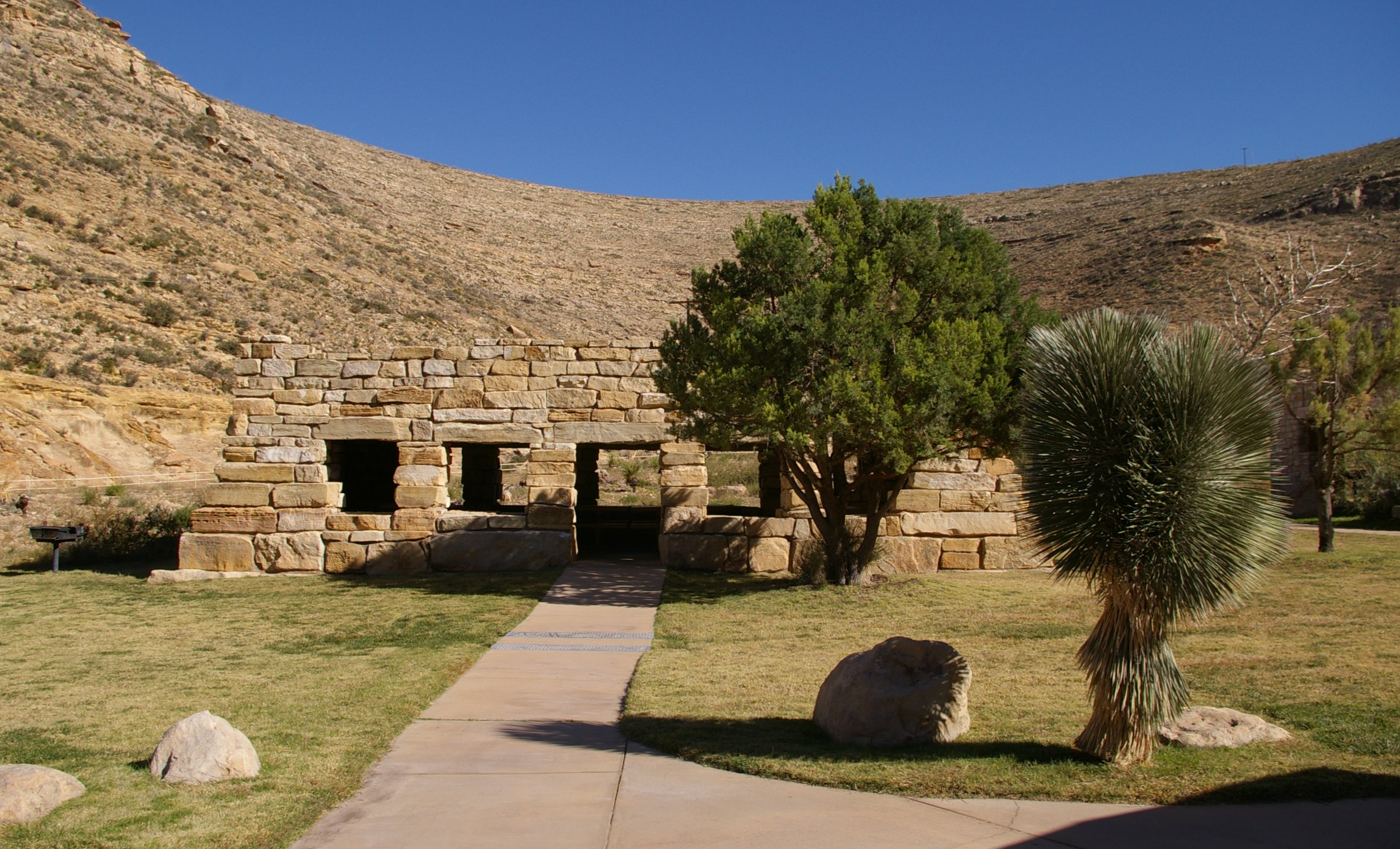
Picnic Shelter després de la restauració

El 1940, el Cos Civil de Conservació va construir una sèrie d'edificis de pedra que formen part de l'estacionament i de la zona de pícnic. El 24 de març de 1999 es va enterrar una càpsula del temps davant d'un dels edificis, que s'obrirà al 100è aniversari de la construcció dels edificis de la zona pel Cos Civil de Conservació.
L'àrea d'ús diari es va tancar entre el 27 d'abril de 2011 fins al 6 d'abril de 2012 a causa d'un dany provocat per un incendi forestal a la zona. Es van reparar diversos refugis danyats pel foc. Encara es poden veure a la zona alguns signes del foc.

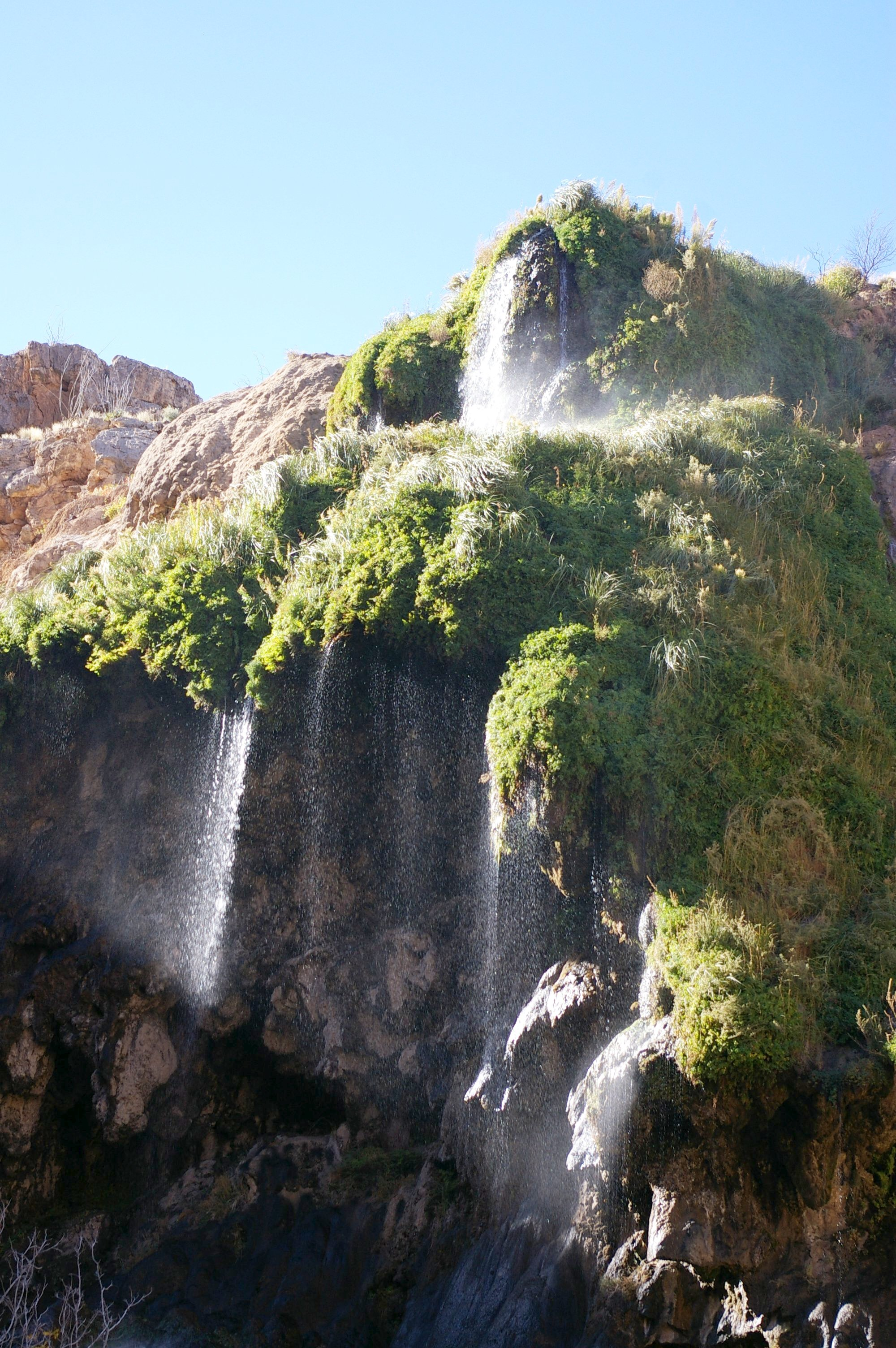
Vista de les cascades Sitting Bull des de baix
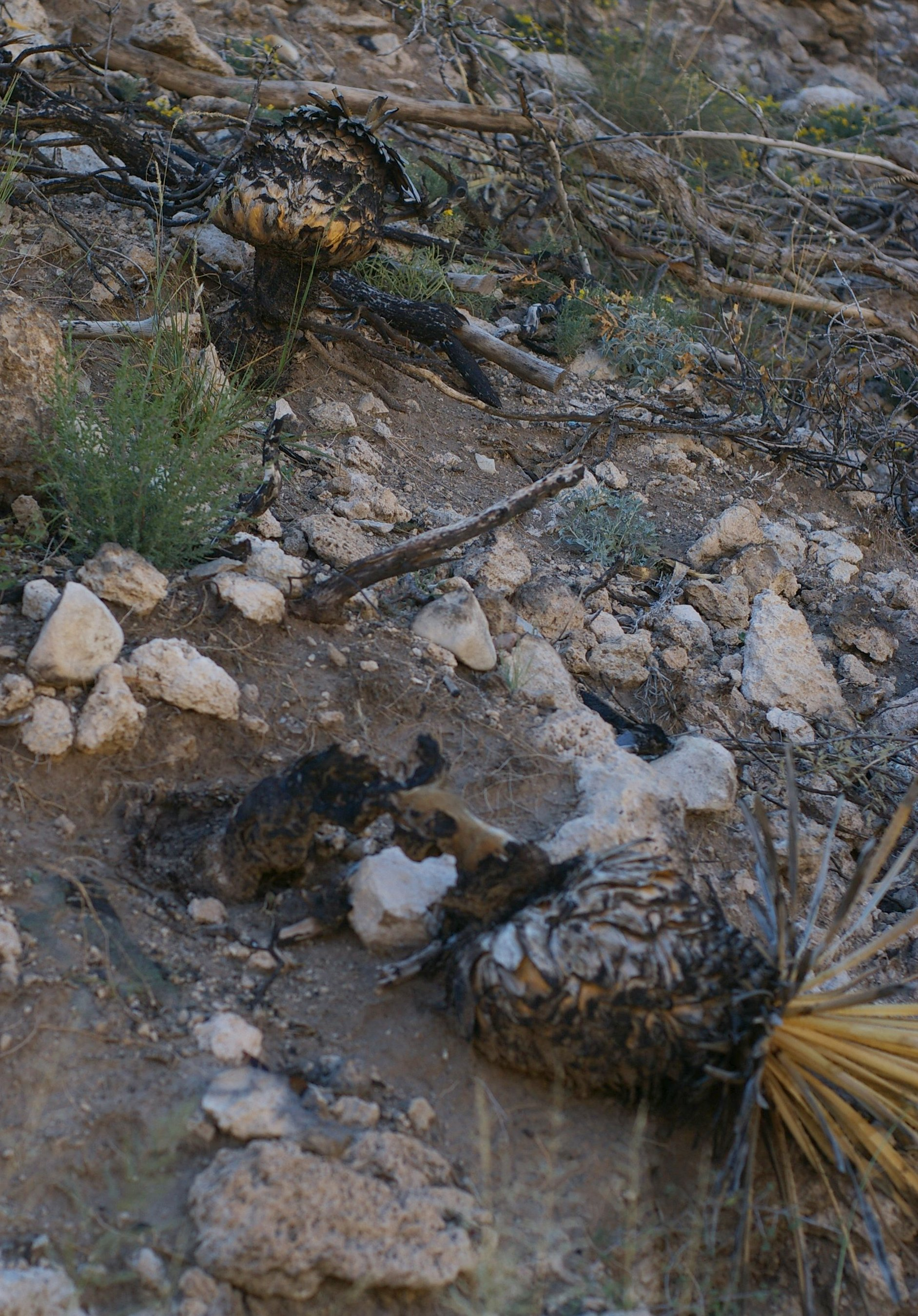
Plantes de yuca que van cremar durant l'incendi forestal
- Video de les cascades Sitting Bull